# Doualayel
 Doualayel est un village du Cameroun situé dans la région de l'Adamaoua et le département du Faro-et-Déo. Il fait partie de la commune de Tignère.

## Population
En 1971, Doualayel comptait 1 093 habitants, principalement Foulbe.
Lors du recensement de 2005, 3 915 personnes y ont été dénombrées.